# Phyllachora malabarensis
Phyllachora malabarensis är en svampart som beskrevs av Syd., P. Syd. & E.J. Butler 1911. Phyllachora malabarensis ingår i släktet Phyllachora och familjen Phyllachoraceae.   Inga underarter finns listade i Catalogue of Life.